# Esteve Guarro
Va néixer el 1885 a Sabadell.
Era mestre, deixeble de Francesc Ferrer i Guàrdia, pedagog que va crear "l'Escola Moderna".
Després d'exercir de mestre a Maó i a Lloret de Mar, el gener de 1910 (amb 25 anys) va arribar a Sant Feliu de Llobregat per esdevenir mestre i director de les Escoles de l'Ateneu Santfeliuenc. L'any 1935, 25 anys després, Sant Feliu li retia un emotiu homenatge. Al 1939, ell, el seu món i tots nosaltres vam perdre. Sant Feliu hi va perdre. Se'n va haver d'anar al 1941 i va morir, depurat del seu món educatiu, al 1973.
En la transició, l'escola Carrero Blanco de Sant Feliu de Llobregat va canviar el nom per Mestre Esteve. Més endavant, el Centre de Formació de Persones Adultes va rebre el seu nom, que avui porta amb orgull. L'Ateneu Santfeliuenc també li va dedicar el seu nom, l'any 1996, a l'Aula de Cultura Mestre Esteve on avui s'hi realitzen nombroses activitats com conferències i exposicions.